# Abaddón el exterminador
Abaddón el exterminador es la tercera y última novela del escritor argentino Ernesto Sábato, publicada en 1974. Abaddón culmina la obra narrativa de Sábato, completando una suerte de trilogía temática debido a su conexión con las dos novelas anteriores del autor, y en especial con Sobre héroes y tumbas, cuya lectura se torna imprescindible antes de abordar esta novela.

## Resumen
Abaddón, cuya técnica es la más experimental en la obra del escritor argentino, presenta una estructura narrativa fragmentaria que sirve a una mezcla de sucesos autobiográficos tanto verídicos como ficticios. Historias paralelas, análisis filosóficos, hipótesis y crítica literaria son recreados por personajes que, con el mismo rol, tienen generalmente presencia en la novela anterior.
El argumento general de Abaddón es marcadamente apocalíptico, con la recreación de sucesos nefastos de la historia argentina de la década de los 70, aunque se encuentran presentes los dramas mundiales del siglo XX como la Segunda Guerra Mundial, Hiroshima y la Guerra de Vietnam.